# Utopian Land
Utopian Land (Terra utopica) è un singolo del gruppo musicale greco Argo, presentato il 10 marzo 2016 e pubblicato il 30 marzo. Il brano, scritto e composto in inglese e pontico da Vladimiros Sofianidis, rappresenterà la Grecia all'Eurovision Song Contest 2016. Gli Argo hanno cantato Utopian Land per secondi nella prima semifinale del 10 maggio sul palco dell'Eurovision a Stoccolma, ma non si sono qualificati per la finale del 14 maggio. È la prima volta per la Grecia non qualificarsi per la finale di questo evento. Gli Argo sono arrivati quattordicesimi nel televoto con 22 punti e sedicesimi nel voto della giuria con 22 punti; in totale hanno accumulato 44 punti, piazzandosi sedicesimi su diciotto partecipanti.

## Tracce
Download digitale
1. Utopian Land – 2:55